# Malik ibn Anas
Malik bin Anas (tiếng Ả Rập: مالك بن أنس,  CE / 93-179 AH), tên đầy đủ là Malik bin'Anas bin Malik bin'Abī'Āmir bin'Amr bin al-Harith bin Ghaymān bin Khuthayn bin'Amr bin al-Harith al-Aṣbaḥīy, cung kính gọi là Imam Malik bởi Maliki Sunni, là một Ả Rập Hồi giáo luật gia, thần học gia, và nhà truyền thống hadith. Sinh ra ở thành phố Medina, Malik đã trở thành học giả hàng đầu về truyền thống tiên tri trong thời đại của mình,  mà ông tìm cách áp dụng cho "toàn bộ đời sống pháp lý" để tạo ra một phương pháp luật học Hồi giáo có hệ thống mà sẽ chỉ tiếp tục mở rộng với thời gian trôi qua.  Được những người cùng thời gọi là Imam of Medina, quan điểm của Malik về các vấn đề luật học được đánh giá cao cả trong cuộc sống của chính ông và sau đó, và ông trở thành người sáng lập một trong bốn trường phái của luật Sunni,  mà đã trở thành nghi thức chuẩn mực cho việc thực hành Hồi giáo Sunni của phần lớn các vùng Bắc Phi, Tây Ban Nha Hồi giáo, một phần rộng lớn của Ai Cập và một số vùng của Syria, Yemen, Sudan, Iraq và Khorasan, và các phân nhánh Hồi giáo Sufi nổi bật, bao gồm Shadiliyya và Tijaniyyah.
Có lẽ thành tựu nổi tiếng nhất của Malik trong biên niên sử của Hồi giáo là tác phẩm của ông về Muwatta, một trong những bộ sưu tập về hadith Sunni lâu đời nhất và được kính trọng nhất và là một trong "cuốn sách luật Hồi giáo còn tồn tại sớm nhất,"  Trong tác phẩm này Malik đã cố gắng "đưa ra một cuộc khảo sát về luật pháp và công lý; nghi lễ và thực hành tôn giáo theo sự đồng thuận của cộng đồng Hồi giáo ở Medina, theo sunna thông thường ở Medina, và để tạo ra một tiêu chuẩn lý thuyết cho những vấn đề không được giải quyết từ quan điểm của sự đồng thuận và sunna. "  Được sáng tác vào những ngày đầu của triều đại nhà Abbas, trong thời gian đó có một "sự thừa nhận và đánh giá cao về giáo luật" của đảng cầm quyền, công việc của Malik nhằm tìm ra một "con đường trơn tru" (nghĩa đen của al-muwaṭṭa) thông qua "sự khác biệt lớn về quan điểm ngay cả đối với những câu hỏi cơ bản nhất."  Được ca ngợi là "cuốn sách hay nhất trên trái đất sau Kinh Qur'an " của al-Shafi'i, việc biên soạn Muwatta đã dẫn đến Malik được khen ngợi như Shaykh của đạo Hồi, Minh chứng của cộng đồng, Imam of the Abode Di cư, và Học giả hiểu biết về Medina trong truyền thống Hồi giáo Sunni sau này.
Theo truyền thống Sunni cổ điển, Muhammad đã báo trước sự ra đời của Malik, nói rằng: "Sẽ sớm thôi mọi người sẽ đánh bại những con lạc đà để tìm kiếm kiến thức và họ sẽ không tìm thấy ai nhiều hơn học giả am hiểu về Medina,"  và, trong một truyền thống khác, "Người dân... sẽ khởi hành từ Đông và Tây mà không tìm thấy một nhà hiền triết nào khác ngoài nhà hiền triết ở Medina."  Trong khi một số học giả sau này, chẳng hạn như Ibn Hazm và Tahawi, đã nghi ngờ về việc xác định người đàn ông khôn ngoan bí ẩn của cả hai truyền thống này là Malik, thì  cách giải thích phổ biến nhất vẫn tiếp tục coi nhân vật này là Malik., al-Shafi'i, người sau này tự mình trở thành người sáng lập ra một trong bốn nhánh chính thống của Hồi giáo Sunni, đã nói về người thầy của mình: "Không ai có thể khai sáng tôi trong Tôn giáo của Thiên Chúa như Malik... khi nói đến các học giả về kiến thức, Malik là ngôi sao dẫn đường. "